# Banamba (Mali)
Banamba is een gemeente (commune) in de regio Koulikoro in Mali. De gemeente telt 31.900 inwoners (2009).
De gemeente bestaat uit de volgende plaatsen:
- Badouarirébougou
- Bakaribougou
- Boucarobougou
- Bououba
- Bougounina
- Diassani
- Diatrioubougou
- Diaugalabougou
- Dougolon
- Fadabougou
- Foluibougou
- Galo
- Galo–Marka
- Gana
- Kasseta
- Koloudialan
- Kouna
- Madina
- N'Galamadibi
- N'Ganou
- N'Ganouba
- Ouleny–Markà
- Ouleny–Peulh
- Sabalibougou
- Sirzona
- Tioutola
- Tomba
- Zambougou

## Geschiedenis
Banamba werd gesticht in de jaren 1840. Het werd een centrum van slavenhandel, omgeven door een vijftig km brede gordel van slavenplantages.